# Jordánské královské námořnictvo
Jordánské královské námořnictvo je jednou ze složek ozbrojených sil Jordánska. Roku 1951 vzniklo jako pobřežní stráž a roku 1991 bylo přejmenováno na námořnictvo. Po celou dobu bylo podřízeno jordánské armádě. Jordánsko má přístup pouze k 26 kilometrům pobřeží Akabského zálivu a provozuje jen malé námořnictvo tvořené několika stovkami osob a hlídkovými čluny s lehkými zbraněmi. Plní zejména úkoly pobřežní stráže. Základnou námořnictva je Akaba.

## Historie

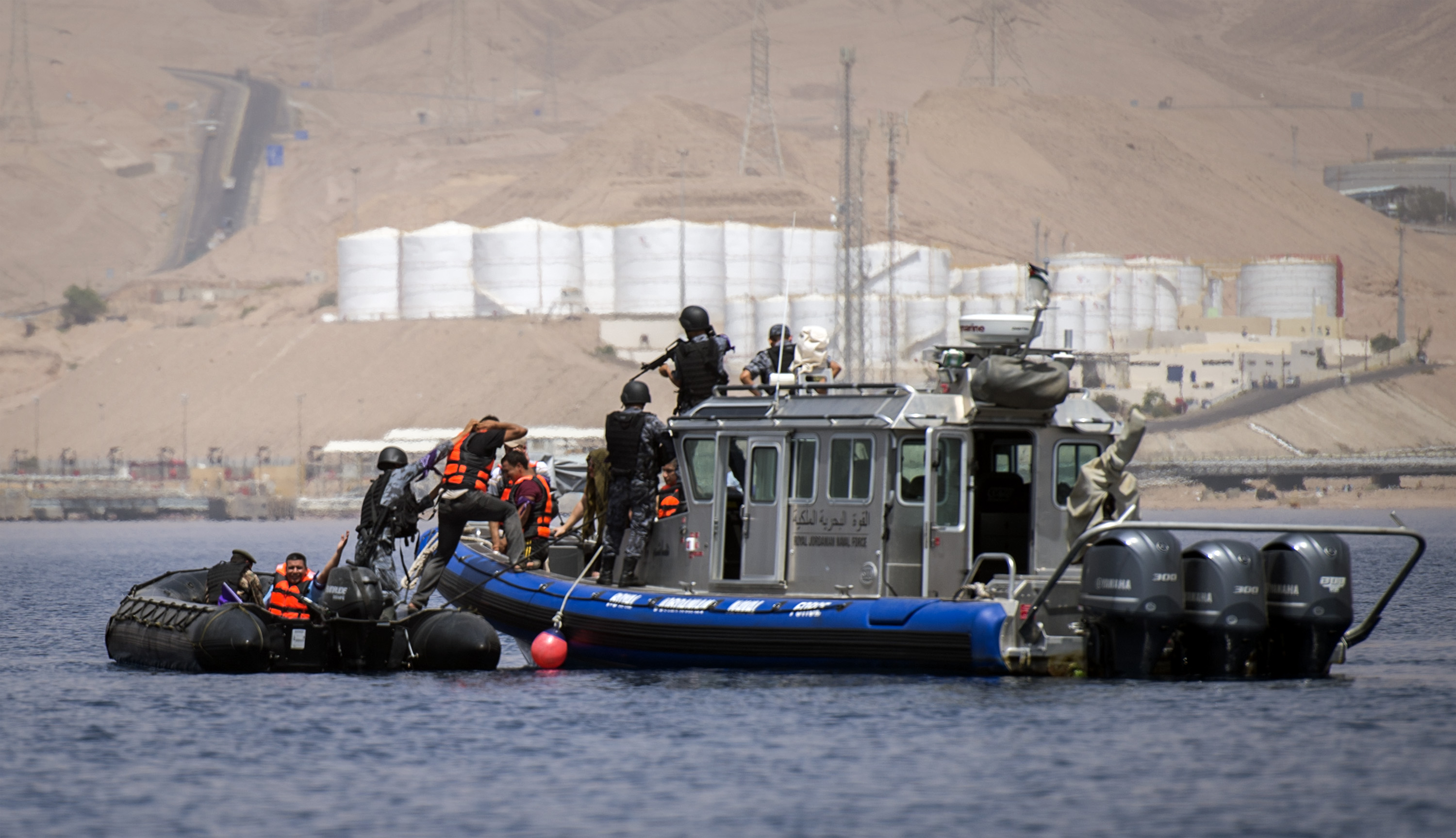
Jordánský hlídkový člun během mezinárodního cvičení Eager Lion 2016

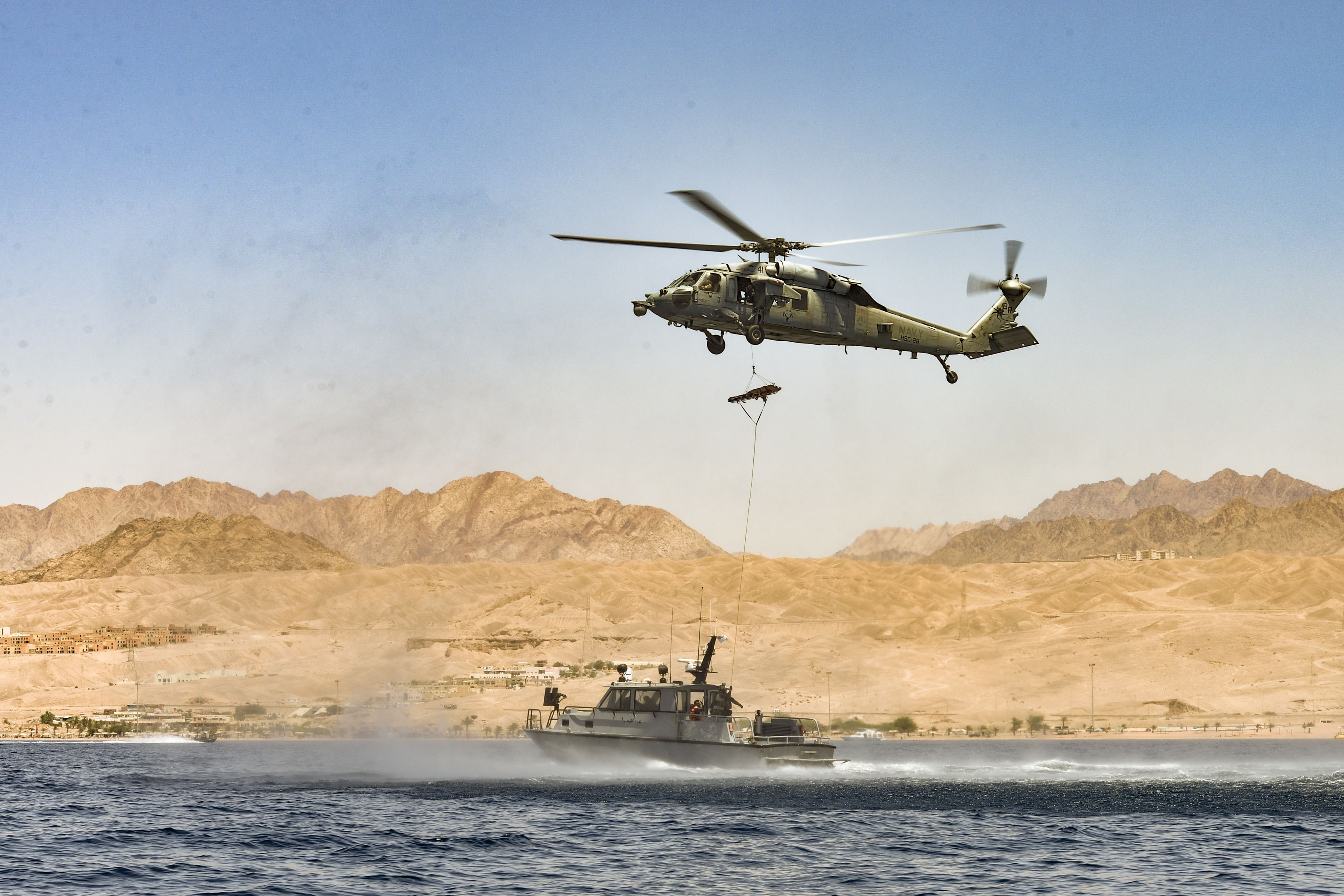
Jordánský hlídkový člun během mezinárodního cvičení Eager Lion 2018

Roku 1951 Jordánsko založilo svou pobřežní stráž. V letech 1952–1967 bylo sídlo stráže přesunuto z Akaby k Mrtvému moři. Roku 1974 stráž získala čtyři 38stopé hlídkové čluny typu Bertram Enforcer (výtlak 8 tun). K roku 1988 námořnictvo tvořilo celkem 300 mužů a několik hlídkových člunů vyzbrojených kulomety.
Roku 1987 byly ve Velké Británii objednány tři hlídkové čluny třídy Al Hussein (jinak též třída Hawk, 124 tun). Dodány byly do roku 1990. Jsou to největší plavidla námořnictva. Roku 1990 je doplnily tři čluny britského typu Sea Truck (výtlak 9 tun) pro službu v Mrtvém moři a roku 1991 ještě dva původně východoněmecké pobřežní hlídkové čluny třídy Bremse, pojmenované Shorouq 1 (ex G30) a Shorouq 2 (ex G31). Dne 13. listopadu 1991 byla pobřežní stráž přejmenována na Královské námořní síly Jordánska.
Námořnictvo provozuje menší hlídkové čluny. Roku 2006 byly do služby přijaty čtyři hlídkové čluny třídy Dauntless (výtlak 15 tun) od společnosti SeaArk. Roku 2019 získalo dva čluny amerického typu Response boat-medium (RB-M).